# Hennep
Hennep of kemp (Cannabis sativa) is een eenjarige plant uit de hennepfamilie (Cannabaceae).

## Beschrijving
Hennep is een tweehuizige, eenjarige plant (therofyt) die bloeit met groenachtige bloemen. De meeldraadbloemen (mannelijk) staan in pluimen en de stamperbloemen (vrouwelijk) staan in de bladoksels in aren. Onder bepaalde factoren kan de plant een hermafrodiet worden. Natuurlijk voorkomende eenhuizige planten, met zowel mannelijke als vrouwelijke delen, zijn ofwel steriel of vruchtbaar, maar kunstmatig geïnduceerde "hermafrodieten" kunnen volledig functionele voortplantingsorganen hebben. "Gefeminiseerd" zaad verkocht door veel commerciële zaadleveranciers is afgeleid van kunstmatig "hermafrodiete" vrouwtjes die het mannelijke gen missen, of door de planten te behandelen met hormonen of zilverthiosulfaat.
De bladeren zijn lang gesteeld met vijf- tot negentallig lancetvormige slippen en zijn grof gezaagd.
De plant wordt een tot vier meter hoog, afhankelijk van hoogte en klimaat.

## Toepassingen

### Nuttige plantendelen
ZaadHet hennepzaad is eetbaar en voedzaam voor mensen en dieren. Het wordt onbewerkt gebruikt als vogelzaad onder de naam kempzaad: Vissers gebruiken het zaad als aas. Uit het zaad kan hennepzaadolie worden geperst.
VezelsDe vezels van de bast zijn bijzonder sterk en lang en laten zich makkelijk van de plant losmaken zolang ze niet volledig zijn opgedroogd. Van de vezels wordt van oudsher touw gemaakt en er worden ook textiele stoffen van geweven.
Houtachtige delenDe hennepplant bestaat voor ongeveer 60% uit houtachtige delen. Deze kunnen gebruikt worden als stro voor knaagdieren en paarden. Ook hebben ze een hoge verbrandingswaarde en weinig asvorming, waardoor ze een goed alternatief voor brandhout zijn. Verder worden de houtachtige delen van de hennepplant gebruikt bij het bouwen met hennep en kalk (beter bekend als lime-hemp concrete of hempcrete in het Engels en betón de chanvre in het Frans).

### Voedsel
In de keuken wordt hennepzaadolie gebruikt bij de bereiding van koude gerechten. Het is niet geschikt voor gebruik op hoog vuur. Hennepzaadolie bevat 20% alfa-linoleenzuur en 60% linolzuur. Dit zijn essentiële vetzuren (vetzuren die nodig zijn omdat het lichaam die niet zelf kan aanmaken). Bovendien hebben ze een effect op het cholesterolgehalte.
Hennepmeel wordt gebruikt bij de bereiding van deegproducten omdat het glutenvrij is, wat belangrijk is voor mensen die allergisch zijn voor gluten.
In Duitsland worden hennepextracten tot bier verwerkt; in sommige andere landen tot alcoholvrije dranken of siroop. Henneparoma is soms moeilijk te onderscheiden van hop, een andere plant uit dezelfde familie die veel vaker in bier voorkomt.
Hennepzaad wordt, al dan niet gepeld, door sommigen beschouwd als 'superfood' en gegeten omwille van de goede vetzuurbalans, het hoogwaardige eiwit en de vezels. Daarnaast wordt het zaad onder meer gebruikt voor het produceren van kaas- en melkvervangers.

### Vezelproducten
In Oude Pekela zijn twee hennepvezel verwerkende bedrijven gevestigd, HempFlax en Dun Agro. In de Veenkoloniën en aangrenzend Duits gebied telen akkerbouwbedrijven hennep als tussengewas op contractbasis voor beide primaire verwerkers. Het grootste deel van de hier geproduceerde grondstof bastvezel wordt geëxporteerd, de scheven worden goeddeels vermarkt als dierstrooisel. Hennep kent talrijke toepassingsgebieden en vormt ook een geschikte lokaal herwinbare grondstof voor bioraffinage.
StrooiselIn zijn ruwe vorm wordt hennepvezel gebruikt als bodembedekking in dierenhokken. Hoewel de vezel licht is en behoorlijk wat water en geurtjes kan absorberen, is hij ook slijtvast waardoor er in de hokken geen papperige brij ontstaat. Daarnaast is de vezel onschadelijk wanneer hij wordt opgegeten.
Vezelhennepvezel wordt gebruikt voor het afdichten van de verbindingen van (water)leidingen door om de schroefdraad vezels te wikkelen. Bij het nat worden zetten de vezels uit en zorgen zo voor een goede afdichting. Door de komst van de knelkoppelingen wordt dit nog weinig toegepast.
TouwHenneptouw is erg sterk en wordt zowel in de landbouw als scheepsbouw gebruikt. Het touw wordt als dichting gebruikt tussen de houten delen van schepen, het breeuwen. De productie van het touw is weinig milieubelastend en niet duur.
PapierHennepvezel wordt gebruikt voor de productie van enkele papiersoorten. Onder andere vloeitjes (in Vlaanderen: sigarettenblaadjes) worden eruit vervaardigd.
TextielTot de Tweede Wereldoorlog was hennep een belangrijke vezel voor het vervaardigen van kledij naast of in de plaats van linnen en katoen. Ze werd al in 600 voor Christus in China aangewend en bereikte Europa in de Middeleeuwen. In een groot deel van de wereld wordt tegenwoordig weer kleding, zoals broeken, jassen, sokken en truien, verkocht, gemaakt van hennepvezels.
CanvasHennep was eeuwenlang het standaard canvas voor zeilen uit de scheepvaart en tenten. De term 'Canvas' is dan ook afgeleid van het woord 'Cannabis'.

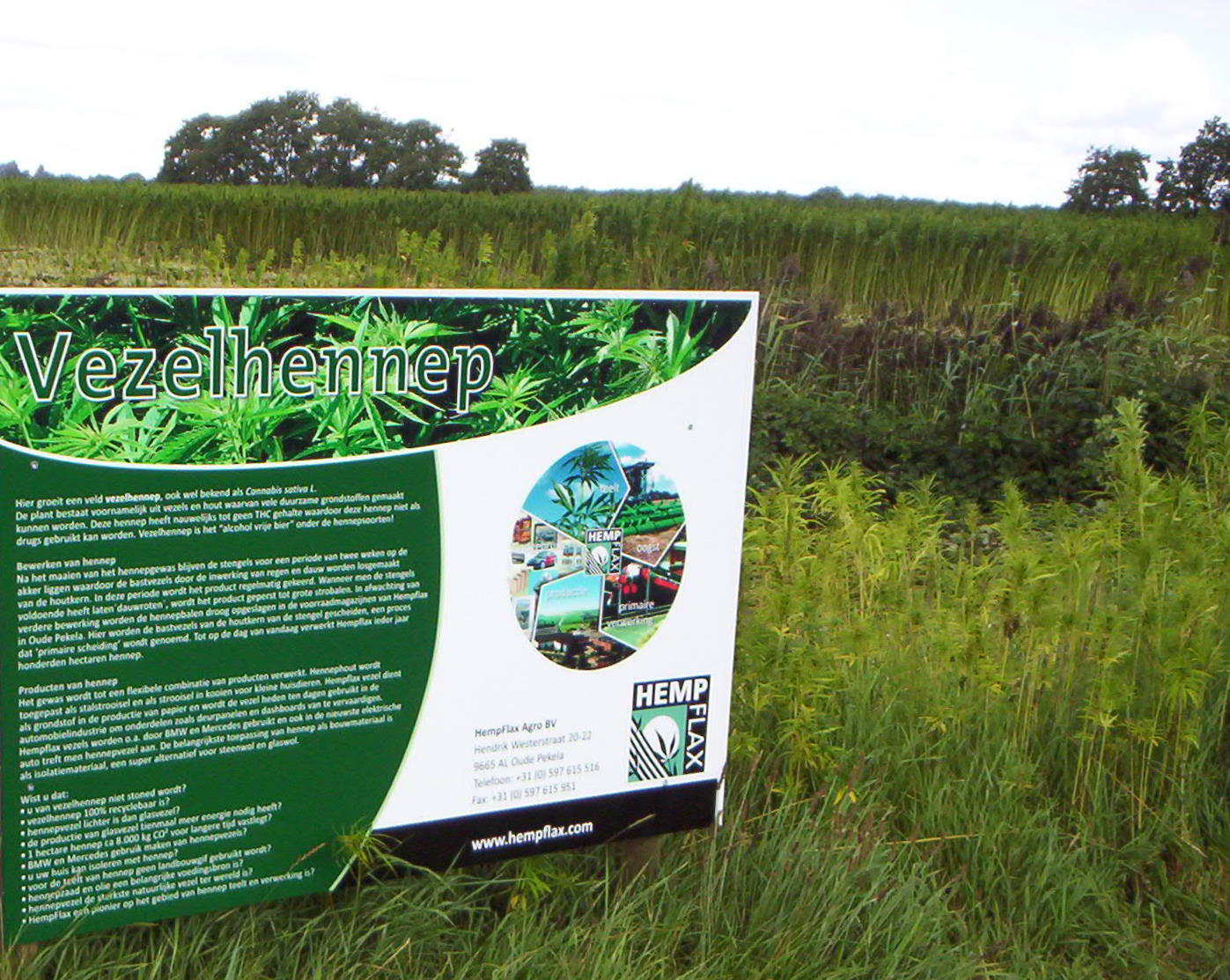
Vezelhennep
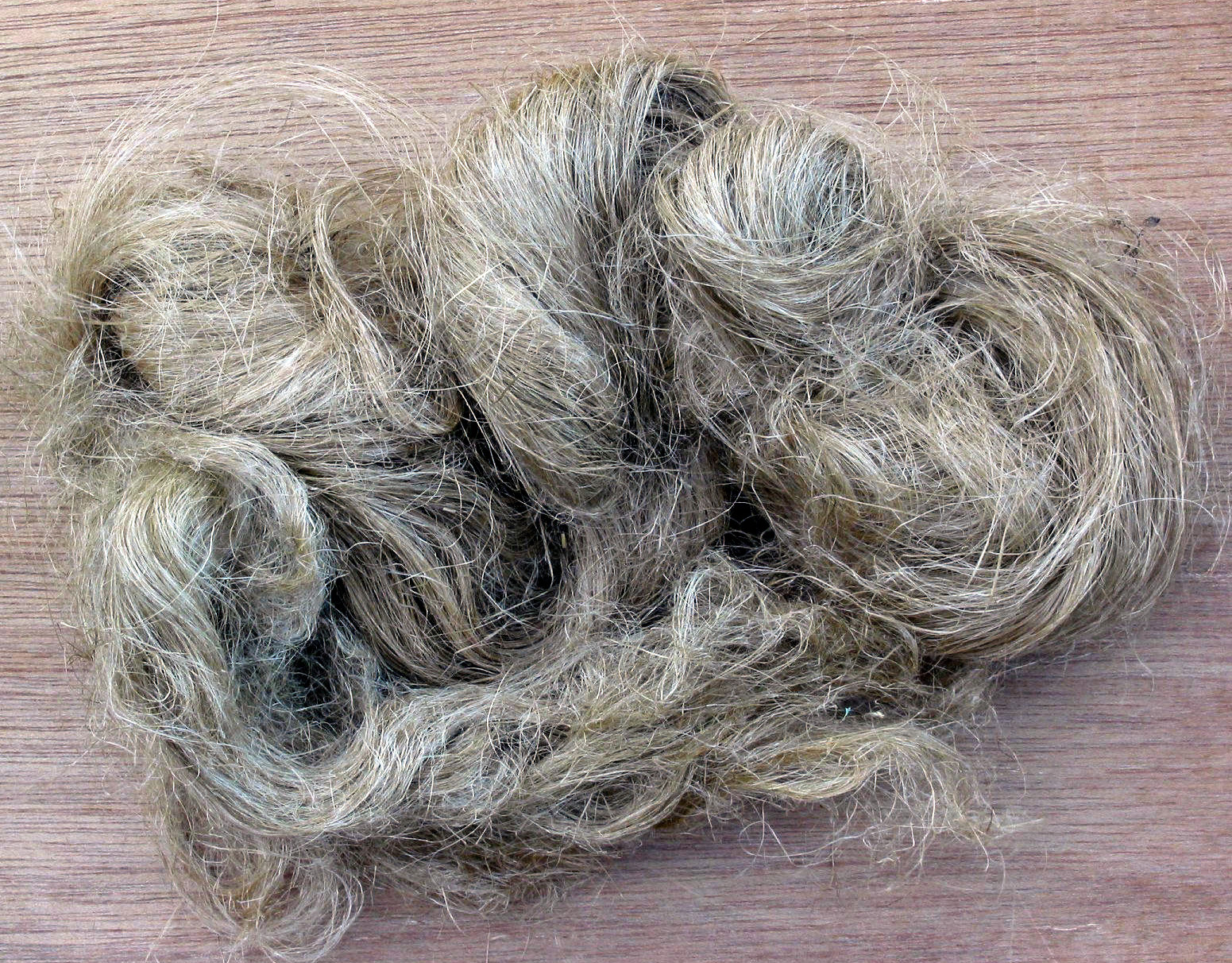
Hennepvezel
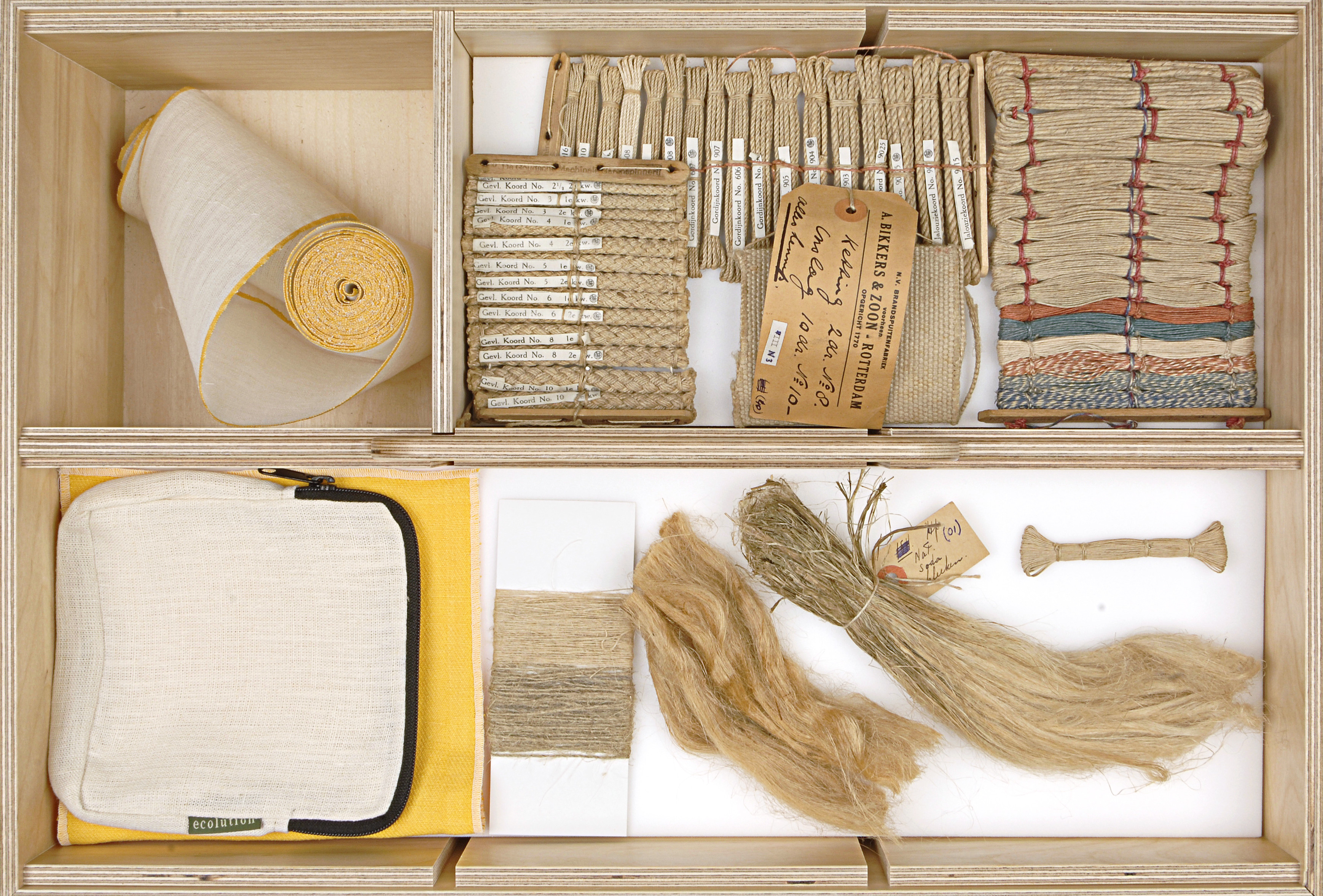
Textiel van hennep, verbandgaas, touw, vezel en garen, tasje
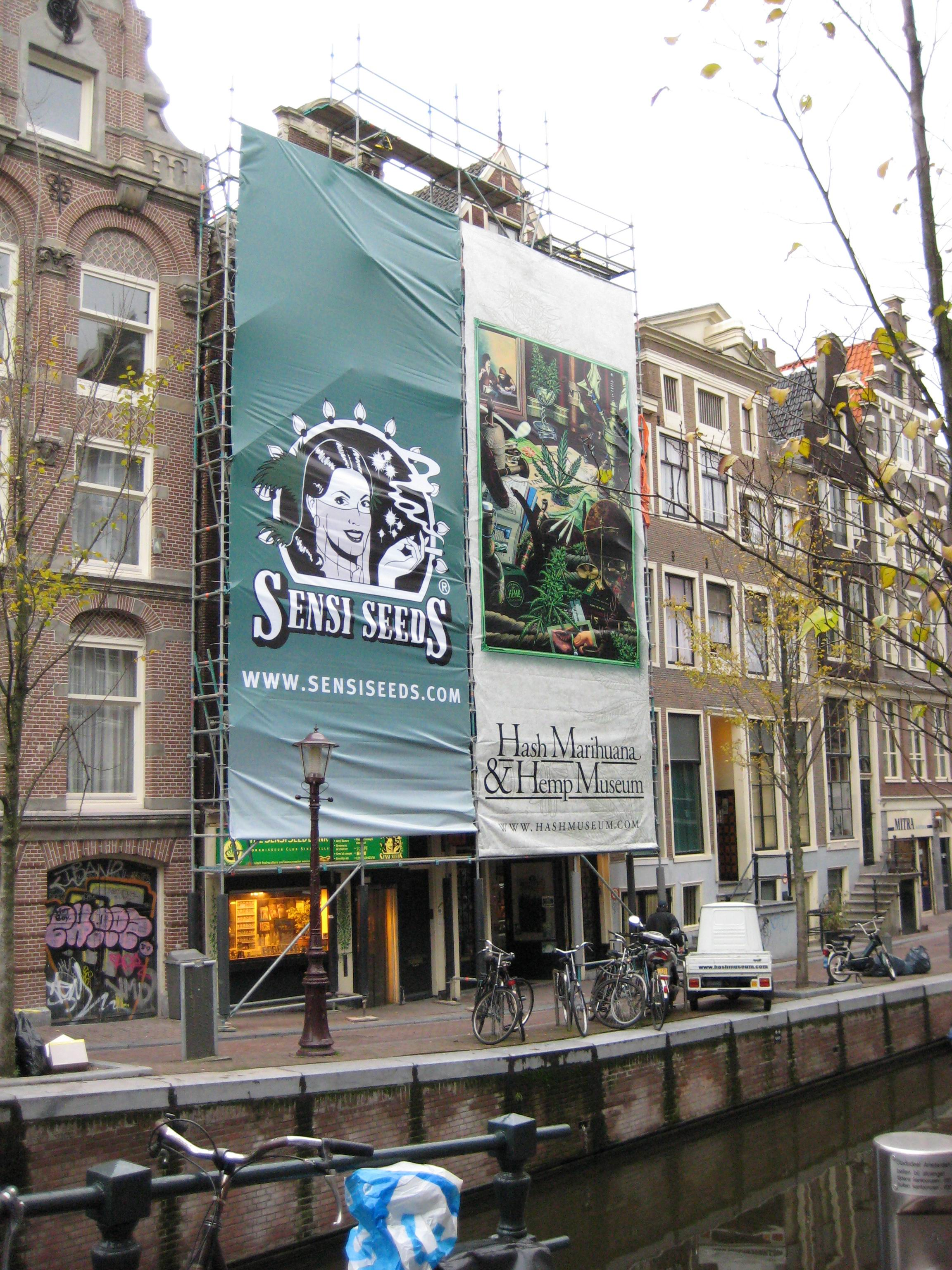
Hash Museum
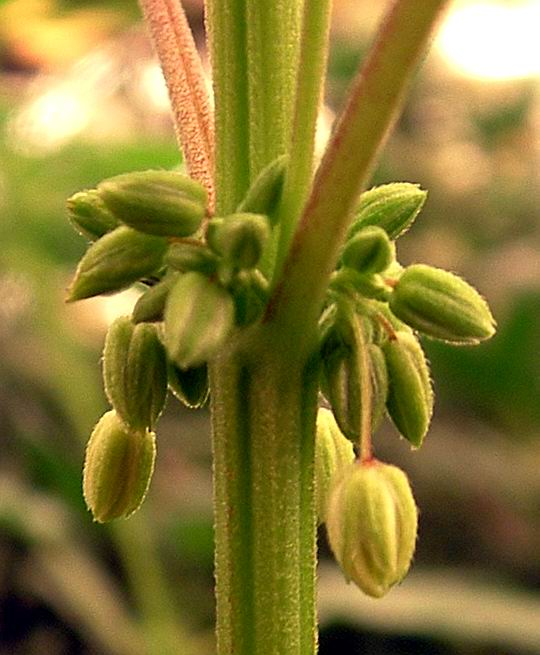
Mannelijke bloem

### Bouwmaterialen
- De houtachtige delen van de hennepplant kunnen in combinatie met kalk gebruikt worden voor het bouwen van woningen. De houtachtige delen worden dan gemengd met kalk en andere op kalk gebaseerde bindmiddelen. In Frankrijk en Groot-Brittannië werden reeds enkele duizenden woningen met dit bouwmateriaal gebouwd. Een groot voordeel is dat het materiaal een goede thermische massa heeft in combinatie met een goede warmtegeleidingsfactor. Meestal wordt er gebouwd met hennep en kalk in combinatie met een lastdragende houten regelconstructie.
- Hennepvezels worden ook verwerkt in isolatiematerialen voor de bouw zoals bijvoorbeeld isolatiematten voor spouwisolatie.

### Geneeskunde
Medicinaal gebruik in de vorm van cannabis is in veel landen toegestaan. Medicinale cannabis wordt in Nederland en België in de apotheek alleen verstrekt op doktersrecept. Omdat ernstig zieke patiënten absoluut geen schadelijke stoffen mogen binnen krijgen, wordt de medicinale cannabis biologisch gekweekt in een laboratoriumomgeving. Het enige bedrijf dat in Nederland medicinale cannabis mag produceren is Bedrocan Nederland, dat onder licentie van Bedrocan International opereert. Zij hebben meerdere soorten medicinale cannabis in de handel, waaronder Bedrobinol, Bedrocan en Bediol, ieder verschillend in percentage THC en CBD. Meestal wordt medicinale cannabis niet gerookt, maar gedronken in thee of ingenomen met een speciale verdamper.
Er is wetenschappelijk bewijs dat medicinale cannabis helpt bij:
- Chronische pijn door bijvoorbeeld aids of na amputatie van een ledemaat (fantoompijn);[5]
- Verminderde eetlust en erge misselijkheid door aids of kanker;[5]
- Ernstige spierkrampen of schade aan het ruggenmerg door de ziekte multiple sclerose;[5][6]
- Het syndroom van Gilles de la Tourette.[7][8]

Als middel tegen chronische pijn bij kanker zijn geen duidelijke voordelen bekend. Het Engelse National Institute for Health and Clinical Excellence heeft daarom in de richtlijnen van 2019 in deze samenhang uitdrukkelijk een negatief advies uitgesproken.

### Drugs
- Marihuana bestaat uit de gedroogde afgerijpte bloemen van onbevruchte vrouwelijke hennepplanten (sensemilla) die geselecteerd worden omwille van hun hoog gehalte aan psychoactieve stoffen. Marihuana is een drug die gerookt en in mindere mate oraal wordt gebruikt. Alle cannabisplanten bevatten delta-8 en delta-9 tetrahydrocannabinol (THC) en een variabele samenstelling van een zestigtal cannabinoïden. Industriële hennep mag volgens EU-normen niet meer dan 0,2% THC bevatten. Cannabis die voor psychoactieve doeleinden wordt geteeld bevat tussen 3 en 28% THC.
- Hasjiesj, in de volksmond hasj genoemd, is een vaste, teerachtige bereiding uit de hars van cannabisplanten. Hasjiesj bestaat ook in een (bijna) vloeibare vorm, die bereid wordt door de THC uit het plantmateriaal te extraheren. Deze hasj(-olie) wordt Butane Honey Oil (BHO) genoemd, vanwege het gebruik van butaan als extractor en de vloeibare goudgele kleur van het eindproduct. Deze vorm is behoorlijk zeldzaam vanwege de gevaren van het extractieproces. Een andere vorm van hasj-olie, waarbij alcohol als extractor wordt gebruikt, is alcohol hash oil (AHO).

### Cosmetica
Hennepolie wordt gebruikt in schoonheidsproducten voor huid en gezicht, omdat het een droge olie is en daarom makkelijk in de huid dringt.

### Veevoeder
Hennep is van oudsher gebruikt als veevoeder voor herkauwers. Ook in België zijn er enkele boeren die de gehele plant hakselen en vervoederen aan koeien, met goede resultaten. Verder onderzoek moet uitwijzen of hennep een eiwitrijker alternatief is voor hakselmaïs. Voor de bodem en het grondwater zou dat een belangrijke verbetering betekenen.

### Natuurlijk herbicide
In Ontario in Canada wordt hennep weleens gekweekt als natuurlijk herbicide. Cannabis groeit er zo razendsnel dat het niet alleen alle onkruid verdringt, maar ook zichzelf, wat wel natural outcrop genoemd wordt. In een geschikt klimaat hoeft een cyclus ook maar 90 dagen te duren.

### Erosiebestrijding
In het Verre Oosten wordt cannabis ingezet als windscherm. De uitgesproken verticale wortelstructuur bestrijdt er bodemerosie. Ook in de Lage Landen werd de plant gebruikt als windscherm en 'erfafscheiding'.

### Bodemsanering
Hennep kan gebruikt worden voor sanering van verontreinigde bodem, een proces dat fytoremediatie heet.

## Etymologie
Het woord cannabis komt van het Oudgrieks κάνναβις (kánnabis) (zie Latijnse cannabis), dat oorspronkelijk Scythisch of Thracisch was. Het is gerelateerd aan de Perzische kanab, het Engelse canvas en mogelijk de Engelse hennep (Oudengels hænep).